# Broadview (Canada)
Broadview is een plaats (town) in de Canadese provincie Saskatchewan en telt 611 inwoners (2006).